# Campionato keniota di calcio
Il campionato keniota di calcio è articolato su sei livelli.
Il massimo livello nazionale, la Premier League, vede la partecipazione di 18 squadre, la seconda divisione, la National Super League, vede la partecipazione di 20 squadre e la terza divisione, la Division One, vede la partecipazione di 28 squadre.  

## Struttura
| Livello | Divisioni                                         |
| ------- | ------------------------------------------------- |
| 1       | Premier League 18 squadre                         |
| 2       | National Super League 20 squadre                  |
| 3       | Division One 28 squadre in 2 gironi da 14 squadre |
| 4       | Campionati regionali 8 gironi                     |
| 5       | Campionati di contea 48 gironi                    |
| 6       | Campionati di subcontea 8 squadre                 |